# Kristian Bergheim
Kristian Bergheim (* 6. Juni 1926 in Bærum; † 30. Mai 2010) war ein norwegischer Jazz-Tenorsaxophonist und Bandleader.

## Leben und Wirken
Kristian Bergheim spielte am Beginn seiner Karriere ab 1944 als Klarinettist in den Osloer Orchestern von Stein Lorentzen, Arne Klette 1945, Hein Paulsen 1946, Hans Backe, Rowland Greenberg und Ivar Wefring. 1948 wurde er Mitglied im Sven Sjöholm Orchester in Göteborg, 1950 entstanden erste Plattenaufnahmen mit einer norwegischen All Star-Band (A Ghost of a Chance/Tickle Toe).
In den 1950er Jahren spielte er im Bop- und Swingstil in verschiedenen Bands und Tanzorchestern, wie in der vom Impresario Lasse Gerlyng organisierten Konzertband (1950–54 Norsk Jazzelite) in Kopenhagen, im Ensemble Ny Norsk Jazz (1953/54), mit Terje Kjærs im Rowlands Orchester 1952, in Kjell Johansens eksperimentband (1953), den Verden Rundt All Stars (1954/55) und dem Kenneth Fagerlund Orchester in Göteborg (1954/55), mit dem Aufnahme unter eigenem Namen entstanden (Tupsi). Des Weiteren arbeitete er mit dem Schlagzeuger Pete Brown in Norwegen 1955/56 und dem Orchester von Malte Johnson in Göteborg (1956), bevor er bis 1957 zum Studium nach England zog. Ende der 50er Jahre begleitete er den Rockmusiker Per „Elvis“ Granberg 1958, spielte erneut mit Pete Brown und in den Orchestern von Per Nyhaug und Kjell Karlsen (1958/59).
In den 1960er Jahren arbeitete Bergheim mit Swingmusikern wie Terje Kjærs, Karl Otto und eigenen Formationen mit Rowland Greenberg (Swing is the Thing 1970, Siljabloo/Rowland Festival Band i Molde, 1970). Später wirkte er bei Rowland Greenbergs Alben How About You (1986) mit. Ab 1974 war er Co-Leader des Kristian Bergheim/Øistein Ringstad kvintett, das bis 1984 bestand; 1976 war er Solist in der Norwegian Big Band, 1977 erschien sein Album Live at Malla. Gemeinsam mit Bjarne Nerem legte er noch das Album The Rainbow Session (1990) vor. Dann zwang ihn sein Gesundheitszustand, seine Karriere als Musiker zu beenden.  Ferner spielte er 1977–85 mit dem Appaloosa Mainstream Ensemble, mit der Formation Tenor Gladness (1981–84) und wirkte außerdem bei Aufnahmen von Per Borthen und der Radiostorbandet mit.
Bergheim wurde 1978 mit dem Buddyprisen und 1991 mit dem Gammleng-prisen ausgezeichnet; ihm zu Ehren wurde bei Gemini Records 2001 ein Album in der Reihe Portrait of a Norwegian Jazz Artist mit Aufnahmen aus den Jahren 1961 bis 1977 herausgegeben.